# Evisa syriaca
Evisa syriaca là một loài bướm đêm trong họ Noctuidae.